# Walker megye (Georgia)
Walker megye az Amerikai Egyesült Államokban, azon belül Georgia államban található. Megyeszékhelye és legnagyobb városa LaFayette. Lakosainak száma 67 654 fő (2020. április 1.). Walker megye Hamilton, Chattooga, Floyd, Gordon, Whitfield, Catoosa, Dade és DeKalb megyékkel határos.

## Népesség
A megye népességének változása:
| Lakosok száma | 68 897 | 68 593 | 68 107 | 68 198 | 68 066 | 67 654 |
|               | 2010   | 2011   | 2012   | 2013   | 2015   | 2020   |